# Janusz Muniak

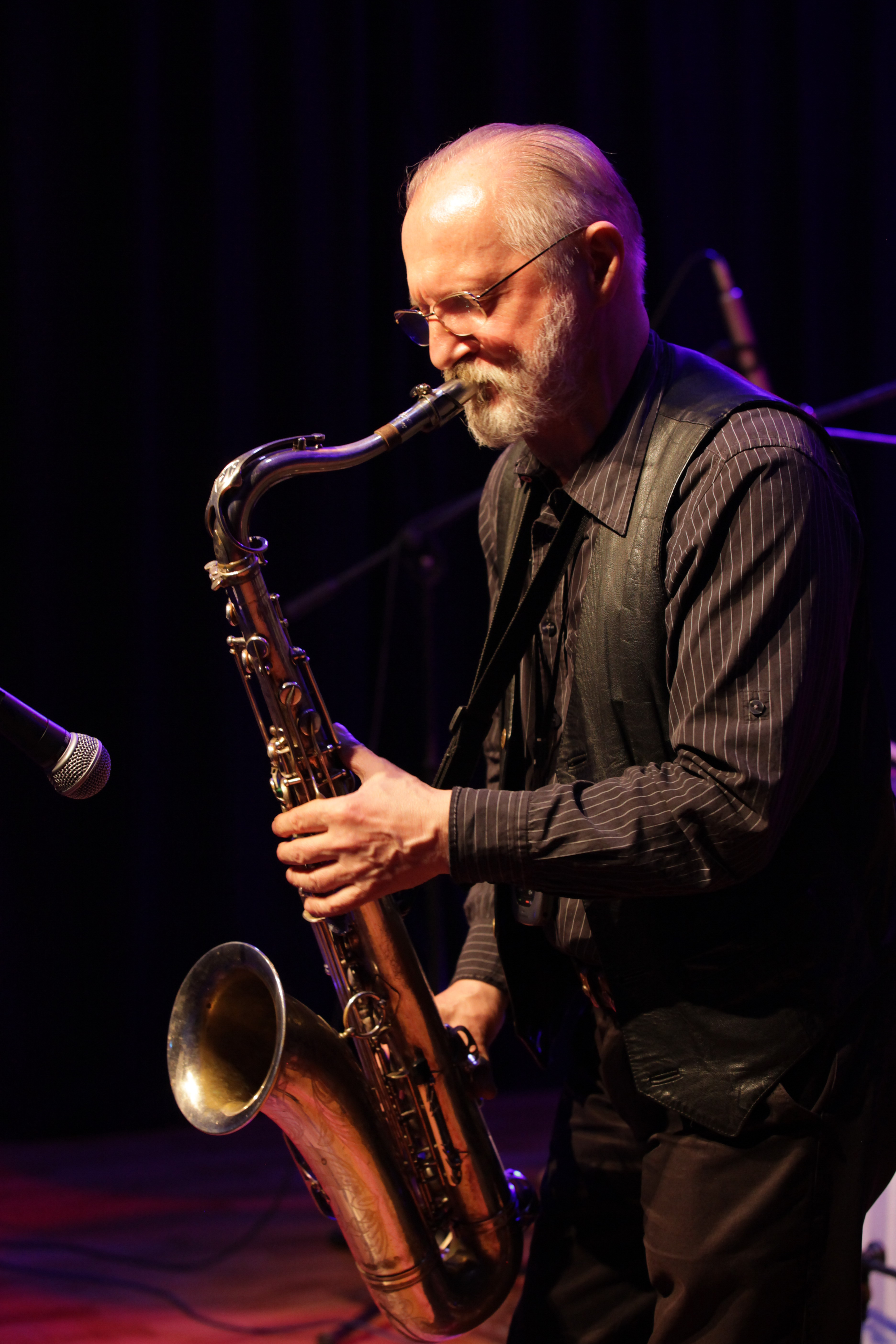
Janusz Muniak (2013)

Janusz Muniak (* 3. Juni 1941 in Krakau; † 31. Januar 2016 ebenda) war ein polnischer Tenorsaxophonist des Modern Jazz. Er spielte lange im freien Idiom, während er in seinen späten Jahren eine eher traditionellere Spielweise pflegte.

## Leben und Wirken
Muniak spielte ab 1960 in Lublin in der Band von Witold Miszczak. 1963 holte ihn Tomasz Stańko in seine Gruppe Jazz Darings, eine der frühesten Free-Jazz-Formationen Europas. 1965 war er an dem legendären Album Synopsis von Andrzej Trzaskowski beteiligt. Dann arbeitete er mit Krzysztof Komeda (Moja Ballada), in der Folge auch mit Don Cherry. 1985 trat er auf dem Warschauer Jazz Jamboree mit dem Pianisten Hank Jones auf. Er fand früh international Anerkennung; so wurde er 1978 im Kritiker-Poll des Down Beat unter den Talenten seines Instrumentes aufgeführt, die mehr Beachtung verdienten. Er hat auch mit den Novi Singers, Ronnie Burrage, George Cables, Don Cherry, Joe Lovano, Ted Curson, Hank Jones, Freddie Hubbard, Jasper van’t Hof, Eddie Gladden, Eddie Henderson, Wynton Marsalis, Lyle Mays, Pat Metheny, Hank Mobley, Charlie Ventura, Akira Sakata, Archie Shepp, Yōsuke Yamashita and Polish musicians like Vladyslav Sendecki, Tomasz Stańko, Zbigniew Namysłowski, Zbigniew Seifert und zuletzt auch mit Nigel Kennedy gespielt.
Muniak trat in Deutschland mit eigenen Bands (etwa 2007 auf den Leverkusener Jazztagen), aber auch mit Emil Mangelsdorff auf. Seit 1992 betrieb er in der Altstadt von Krakau einen eigenen Jazzclub, in dem er gelegentlich auch selbst auftrat.

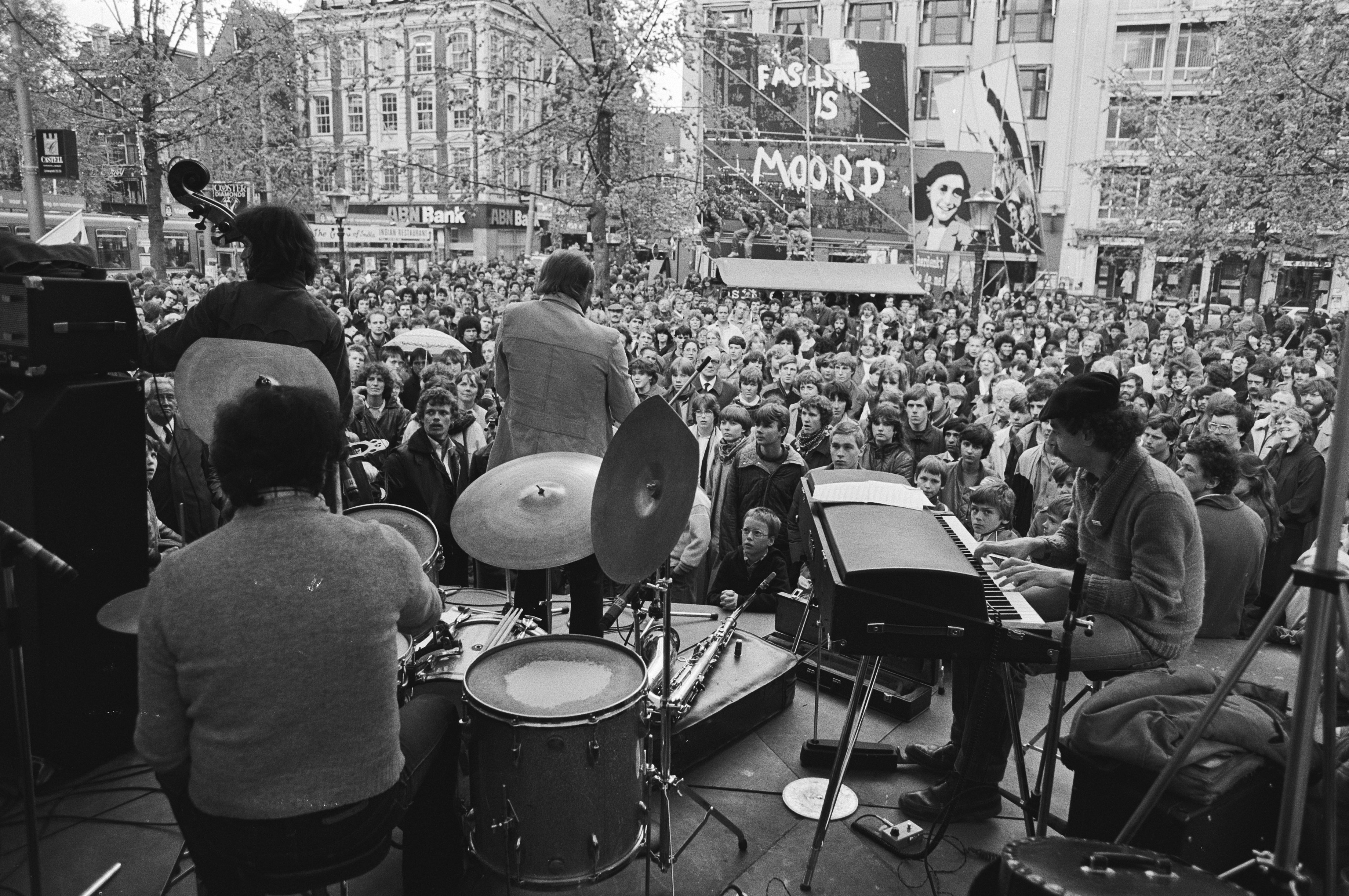
Janusz Muniak Quintet
(Amsterdam, 1981)

## Diskographische Hinweise
- Tomasz Stańko Music for K. (1970; mit Zbigniew Seifert, Bronisław Suchanek, Janusz Stefański)
- Question Mark (1978)
- Placebo (1983; mit Wojciech Puszek, Andrzej Cudzich, Krzysztof Zawadzki)
- Janusz Muniak Quartet Crazy Girl (1986; mit Wojciech Puszek, Zbigniew Wegehaupt, George Buckner)
- You Know These Songs? (Gowi, 1994)
- Not So Fast (Gowi, 1995)
- One and Four (Gowi, 1997)
- Spotkanie (1998)
- Just Friends (Not Two Records, 2000)
- Annie (Not Two Records, 2002)
- Contemplation (Inspirafon, 2015; mit Joachim Mencel, Willem von Hombracht und Harry Tanschek)